# Afzinkkelder
Een afzinkkelder is een betonconstructie waarbij vier al dan niet geprefabriceerde (kelder)wanden boven de grond aan elkaar worden bevestigd, op deze manier ontstaat een bak zonder vloer en dak. 
Wanneer de kelder ter plaatse is samengesteld wordt de grond tussen de (prefab)-kelderwanden weggegraven. De constructie zakt als een bodemloze caisson de grond in tot de gewenste diepte is bereikt. Daarna wordt de keldervloer tussen de wanden over de eventueel aanwezige heipalen gestort en het kelderdek aangebracht.
Tijdens het afzinken is er risico op scheefzakken van het caisson (afzinkkelder). De flexibele hoekverbindingen van de prefab-elementen zorgen ervoor dat de kelder afzinkt zonder te klemmen in de grond. 
Dit is een trillingvrije bouwmethode. Verzakking van belendende gebouwen blijft uit. Dit type kelder wordt veel toegepast wanneer er op de erfgrens gebouwd moet worden, in binnenstedelijke gebieden of als stalen damwanden te veel trillingen veroorzaken.
Ook bij grote risico's van bronbemaling (verzakkingen in de omgeving door grondontspanning) kan een afzinkkelder voordelig zijn. In die gevallen wordt de kelder "nat afgezonken" en op diepte wordt er onderwater beton gestort. Nadat de vloer is uitgehard wordt de kelder leeg gepompt en een afwerkvloer gestort.